# Lito Vidigal
Pour les articles homonymes, voir Lito.
José Carlos Fernandes Vidigal, dit Lito Vidigal, est un  footballeur international angolais, reconverti entraîneur, né le 11 juillet 1969 à Luanda en Angola portugais.

## Biographie

### Carrière de joueur

#### Carrière de sélection
Avec l'équipe d'Angola, il dispute 16 matchs (pour aucun but inscrit) entre 1996 et 2001.
Il dispute notamment la CAN de 1998.

### Carrière d'entraîneur
Un an après sa retraite de footballeur, Lito entame une carrière d'entraîneur et commence en 2004 par prendre les rênes du Pontassolense pendant 3 ans.
Il entraîne ensuite les clubs portugais du Ribeirão, de l'Estrela Amadora, du Portimonense, et de l'UD Leiria.
Le 8 janvier 2011, il est nommé nouveau sélectionneur de l'équipe nationale d'Angola, et emmène son groupe à la CAN 2012, où l'Angola ne passe pas le premier tour de la compétition.
En juillet 2013, il quitte pour la première fois le Portugal depuis qu'il évolue dans le monde du football, et trouve un accord pour entraîner le club chypriote de l'AEL Limassol, mais à la fin du mois d'octobre, il est finalement limogé pour être remplacé par le Bulgare Ivajlo Petev.
En 2014, il retrouve un club qu'il a bien connu en tant que joueur, le CF Belenenses.